# Grand-Charmont
Grand-Charmont is een gemeente in het Franse departement Doubs (regio Bourgogne-Franche-Comté). De gemeente telde 5.865 inwoners op 1 januari 2022. De plaats maakt deel uit van het arrondissement Montbéliard. De gemeente vormt een stedelijk gebied met Montbéliard.

## Geschiedenis
Bij opgravingen in 2017 zijn talrijke stenen voorwerpen uit het neolithicum (4200 tot 4000 v.Chr.) gevonden in Grand-Charmont. Het ging om een werkplaats waar stenen afkomstig uit een groeve in Plancher-les-Mines werden bewerkt.
Al in de middeleeuwen was de invloed van het nabijgelegen Montbéliard groot op Grand-Charmont. Als dorp in het land van Montbéliard onderging het mee de geschiedenis van die stad, zoals de reformatie vanaf 1535. Voor erediensten, begrafenissen en openbaar onderwijs waren de inwoners aangewezen op Montbéliard. In 1793 werd het land bezet door de Fransen en in 1793 officieel aangehecht bij Frankrijk.
Vanaf de jaren 1950 is de gemeente sterk verstedelijkt en kwamen er veel inwijkelingen om te werken in de industrie rond Montbéliard.

## Geografie
De oppervlakte van Grand-Charmont bedroeg op 1 januari 2022 4,56 vierkante kilometer; de bevolkingsdichtheid was toen 1.286,2 inwoners per km². Het noorden van de gemeente is bebost; het bosareaal heeft een oppervlakte van 162 ha. Het centrum ligt op een hoogte boven Montbéliard, op 350 m hoogte. De nieuwe wijken Giboulon, Gravelots, Fougères en Grands-Bois liggen nog hoger.
De onderstaande kaart toont de ligging van Grand-Charmont met de belangrijkste infrastructuur en aangrenzende gemeenten.

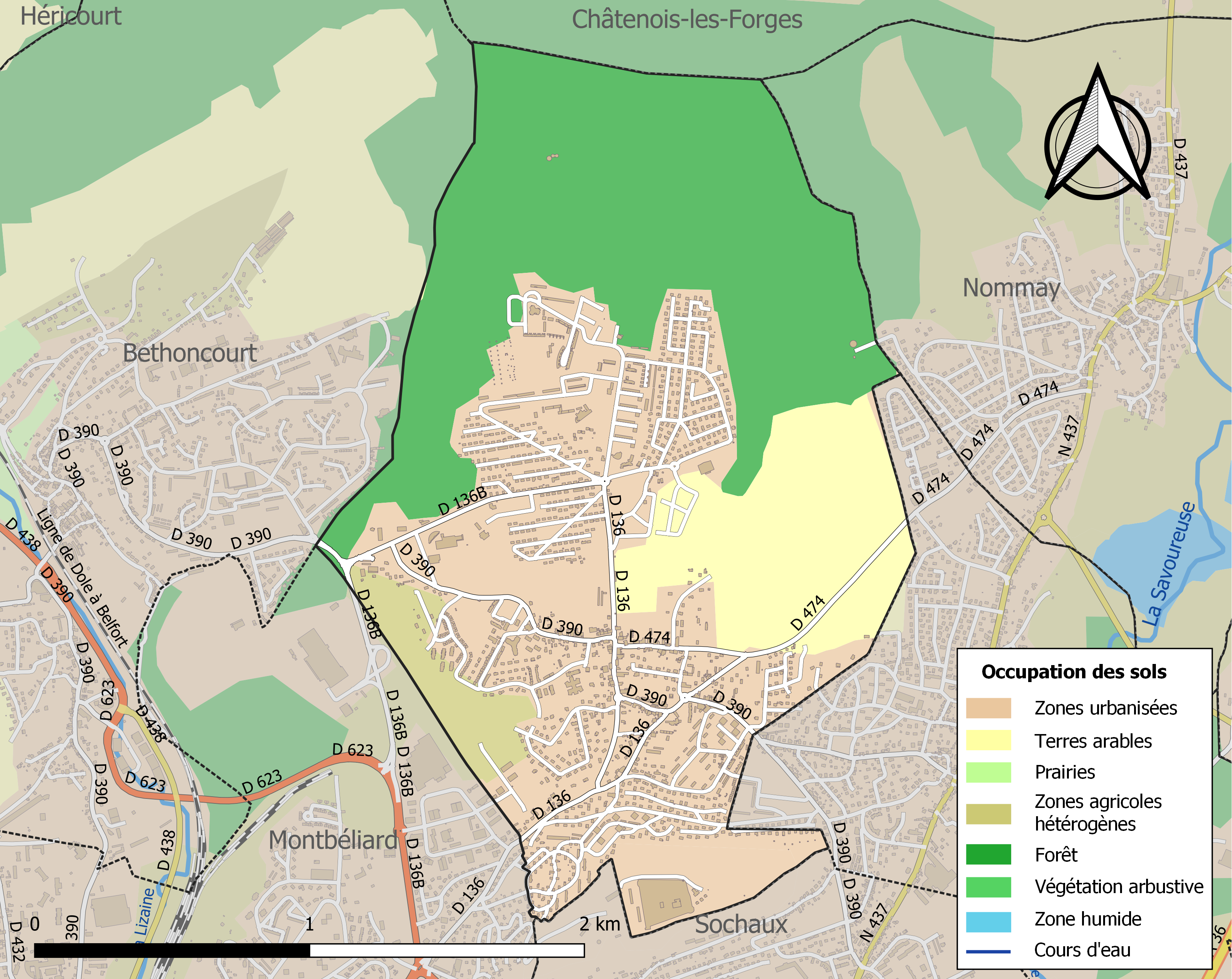

## Demografie
Onderstaande figuur toont het verloop van het inwonertal (bron: INSEE-tellingen).